# François Joseph de Pochet
François Joseph de Pochet, né le 17 février 1729 à Manosque, et mort à Paris le 15 juin 1794, est un homme politique français.

## Biographie
Il étudie le droit, devient avocat au parlement de Provence, et est assesseur et procureur du pays de Provence.
Le 8 avril 1789, il est élu député du tiers aux États généraux par la sénéchaussée d'Aix.